# سواونو
سواونو (به لهستانی:  Sławno) یک منطقهٔ مسکونی در لهستان است که در شهرستان سواونو واقع شده‌است. سواونو ۱۵٫۷۸ کیلومتر مربع مساحت و ۱۳٬۳۱۴ نفر جمعیت دارد.

## خواهرخوانده
شهرهای ریبنیتز-دام‌گارتن، رینتلن و ترنتو خواهرخوانده‌های سواونو هستند.